# Нијујци
Нијујци (ниј. ko e vagahau Niuē) или Нијуе, Нијуеанци мали су полинежански народ уже тонганске групе насељен на острву Нијуе, и знатно већи број исељених на Новом Зеланду и по другим земљама. Нијујци су језично најсроднији Тонганцима. Према попису становништва 2006. Нијујаца је било око 25.000.

## Историја
Око 2.000 њих живи на матичном острву, са којег се након тропских циклона као оних из 1959. и 1960. године уз новозеландску помоћ населили у близини Окленда у предграђима Фреманс Беја, Греј Лина и Парнела.

## Привреда
На острву Нијуе живе од експлоатације мора (риболов) и узгоја типичних полинежанских култура (таро и кокос). Постоји дуална подела на половине Моту и Тафити. У прошлости је полигамија била ограничена на поглавице. Постојао је врховни поглавица целог острва, патуики, али по свој прилици био је подређен тонганском поглавици. У случају да би острвом завладала суша или глад, поглавица је могао бити церемонијално убијен због занемаривања дужности. Породица је проширена, наслеђе амбилинеарно.